# Harisa
Harisa je sos od ljutih paprika u zemljama Magreba.
Glavni sastojci pečena crvena paprika, Bakulti paprika, Serano paprika i ostale ljute paprike, začini i biljke kao i sos od belog luka, seme korijandera, šafron, ruža, kim, kao i povrće i maslinovo ulje za konzerviranje. Najviše se koristi u Tunisu, Libiji, Alžiru, Maroku i Siriji.
Kao i u Evropskoj kuhinji, ljute paprike su uvezene u Magrebsku kuhinju preko Kolumbijske razmene, verovatno tokom španske okupacije Tunisa između 1535. i 1574. godine.

## Recepti
Recepti za harisuvariraju zavisno od domaćinstva i regije. Varijacije uključuju dodatak kumina, crvene paprike, belog luka, korijandera i soka od limuna. Sastojci mogu biti fermentisani crni luk, beli luk, paprike i paradajz sos. U regiji Sahare harisa može imati ukus dima. Pripremljena harisa se prodaje u teglama, konzervama, flašama, tubama, plastičnim kesicama i drugim pakovanjima. Harisa se ponekad opisuje kao alžirski glavni dodatak(sos, začin), iako je nacionalni začin Tunisa ili bar zaštitni znak tunižanske ribe i jela od mesa. U Tunisu harisa se koristi kao dodatak mesu (živina, govedina, kozje meso i jagnjetina), ribljoj čorbi sa povrćem i kao dodatak ukusa za kuskus. Takođe se koristi za leblebije, pileća supa koja se često jede za doručak. U Alžiru, harisa se često dodaje u supe, čorbe i kuskus. Sos od harise se takođe može koristiti kao dodatak za meso i plavi patlidžan. U Izraelu harisa je čest preliv za sebič i šavarmu, mada se koriste i drugi ljuti sosovi, kao jemenski sahavik i irački amba. Marokanska kuhinja je takođe prihvatila harisu, koristeći je kao sporedni dodatak za čorbe i variva ili se ponekad meša sa jelima.
Tunis je najveći izvoznik pripremljene harise. Godine 2006. tunižanska proizvodnja harise iznosila je 22 000 tona, koristeći 40 000 tona paprike. Tunižanska harisa se najčešće pravi od paprika koje potiču sa teritorija Nabela i Gabesa, koje su relativno blage, dostižu između 40 000 i 50 000 na Skovil skali ljutine. Drugi značajni proizvođač je alžiska Anaba provincija, koji je takođe značajan potrošač.

## Spoljašnje veze
- Coolinarka